# Pouligny-Notre-Dame
Pouligny-Notre-Dame is een gemeente in het Franse departement Indre (regio Centre-Val de Loire) en telt 639 inwoners (2005). De plaats maakt deel uit van het arrondissement La Châtre.

## Geografie
De oppervlakte van Pouligny-Notre-Dame bedraagt 33,1 km², de bevolkingsdichtheid is 19,3 inwoners per km².
De onderstaande kaart toont de ligging van Pouligny-Notre-Dame met de belangrijkste infrastructuur en aangrenzende gemeenten.

## Demografie
Onderstaande figuur toont het verloop van het inwonertal (bron: INSEE-tellingen).